# 青岛市行政区划年表 (中华人民共和国)
本表列出1949年10月1日中华人民共和国成立后，青岛市现市域范围内及其相关地域的行政区划的更迭情况年表。

## 青岛市
| 1949 | 市南区 | 台西区 | 台西区 | 市北区 | 台东区 | 四沧区 | 四沧区 | 四沧区 | 四沧区 | 四沧区     | 李村区     | 浮山区     |        |        |        |        |        |        | 1949 |
| 1951 | 市南区 | 台西区 | 台西区 | 市北区 | 台东区 | 四方区 | 四方区 | 沧口区 | 沧口区 | 崂山办事处 | 崂山办事处 | 崂山办事处 |        |        |        |        |        |        | 1951 |
| 1953 | 市南区 | 台西区 | 台西区 | 市北区 | 台东区 | 四方区 | 四方区 | 沧口区 | 沧口区 | 崂山郊区   | 崂山郊区   | 崂山郊区   |        |        |        |        |        |        | 1953 |
| 1958 | 市南区 | 台西区 | 台西区 | 市北区 | 台东区 | 四方区 | 四方区 | 沧口区 | 沧口区 | 崂山郊区   | 崂山郊区   | 崂山郊区   | 胶南县 | 胶南县 | 即墨县 | 胶县   |        |        | 1958 |
| 1961 | 市南区 | 台西区 | 台西区 | 市北区 | 台东区 | 四方区 | 四方区 | 沧口区 | 沧口区 | 崂山县     | 崂山县     | 崂山县     | 劃出   | 劃出   | 劃出   | 劃出   |        |        | 1961 |
| 1962 | 市南区 | 市南区 | 市北区 | 市北区 | 台东区 | 四方区 | 四方区 | 沧口区 | 沧口区 | 崂山县     | 崂山县     | 崂山县     |        |        |        |        |        |        | 1962 |
| 1978 | 市南区 | 市南区 | 市北区 | 市北区 | 台东区 | 四方区 | 四方区 | 沧口区 | 沧口区 | 崂山县     | 崂山县     | 崂山县     | 黄岛区 | 胶南县 | 即墨县 | 胶县   |        |        | 1978 |
| 1983 | 市南区 | 市南区 | 市北区 | 市北区 | 台东区 | 四方区 | 四方区 | 沧口区 | 沧口区 | 崂山县     | 崂山县     | 崂山县     | 黄岛区 | 胶南县 | 即墨县 | 胶县   | 平度县 | 莱西县 | 1983 |
| 1987 | 市南区 | 市南区 | 市北区 | 市北区 | 台东区 | 四方区 | 四方区 | 沧口区 | 沧口区 | 崂山县     | 崂山县     | 崂山县     | 黄岛区 | 胶南县 | 即墨县 | 胶州市 | 平度县 | 莱西县 | 1987 |
| 1988 | 市南区 | 市南区 | 市北区 | 市北区 | 台东区 | 四方区 | 四方区 | 沧口区 | 沧口区 | 崂山区     | 崂山区     | 崂山区     | 黄岛区 | 胶南县 | 即墨县 | 胶州市 | 平度县 | 莱西县 | 1988 |
| 1989 | 市南区 | 市南区 | 市北区 | 市北区 | 台东区 | 四方区 | 四方区 | 沧口区 | 沧口区 | 崂山区     | 崂山区     | 崂山区     | 黄岛区 | 胶南县 | 即墨市 | 胶州市 | 平度市 | 莱西县 | 1989 |
| 1990 | 市南区 | 市南区 | 市北区 | 市北区 | 台东区 | 四方区 | 四方区 | 沧口区 | 沧口区 | 崂山区     | 崂山区     | 崂山区     | 黄岛区 | 胶南市 | 即墨市 | 胶州市 | 平度市 | 莱西市 | 1990 |
| 1994 | 市南区 | 市南区 | 市北区 | 市北区 | 市北区 | 市北区 | 四方区 | 四方区 | 李沧区 | 李沧区     | 崂山区     | 城阳区     | 黄岛区 | 胶南市 | 即墨市 | 胶州市 | 平度市 | 莱西市 | 1994 |
| 2012 | 市南区 | 市南区 | 市北区 | 市北区 | 市北区 | 市北区 | 市北区 | 市北区 | 李沧区 | 李沧区     | 崂山区     | 城阳区     | 黄岛区 | 黄岛区 | 即墨市 | 胶州市 | 平度市 | 莱西市 | 2012 |
| 2017 | 市南区 | 市南区 | 市北区 | 市北区 | 市北区 | 市北区 | 市北区 | 市北区 | 李沧区 | 李沧区     | 崂山区     | 城阳区     | 黄岛区 | 黄岛区 | 即墨区 | 胶州市 | 平度市 | 莱西市 | 2017 |

- 1949年10月1日，中华人民共和国山东省青岛市成立，划分为市南区、市北区、台西区、台东区、四沧区、李村区、浮山区。（7区）
- 1951年6月6日，划入胶州专区崂山办事处，李村区、浮山区、四沧区一部、胶州专区即墨县、即东县一部划归崂山办事处。（5区1办事处）
- 1951年8月16日，撤销四沧区，分割设立四方区和沧口区。（6区1办事处）
- 1951年8月，胶州专区即墨县南城阳、东果园、西果园、庙头、苇荚、辛庄6村、即东县秦家土寨、王家土寨、江家土寨、铁骑后4村和小岛、兔岛划归崂山办事处。（6区1办事处）
- 1953年6月，撤销崂山办事处，设立崂山郊区。（7区）
- 1954年12月31日，胶州专区即墨县一部划归崂山郊区。（7区）
- 1955年12月27日，崂山郊区一部划归市南区。（7区）
- 1956年1月，市南区一部划归崂山郊区。（7区）
- 1958年9月，崂山郊区一部划归市南区。（7区）
- 1958年11月，划入昌潍专区胶县、胶南县和莱阳专区即墨县。（7区3县）
- 1961年3月3日，即墨县城阳、棘洪滩、马哥庄、河套、阴岛5人民公社划归崂山郊区。（7区3县）
- 1961年5月23日，即墨县划出至烟台专区，胶县、胶南县划出至昌潍专区。（7区）
- 1961年9月16日，崂山郊区小管岛划出至烟台专区即墨县。（7区）
- 1961年10月5日，撤销崂山郊区，设立崂山县。（6区1县）
- 1962年12月8日，撤销台西区，分割划归市南区和市北区。（5区1县）
- 1963年6月29日，四方区一部划归沧口区。（5区1县）
- 1965年8月，崂山县一部划归沧口区。（5区1县）
- 1966年11月，崂山县一部划出至烟台专区即墨县。（5区1县）
- 1978年11月17日，划入昌潍地区胶县大部、胶南县和烟台地区即墨县。（5区4县）
- 1978年11月27日，析出胶南县一部，设立黄岛区。（6区4县）
- 1979年1月，崂山县一部划归沧口区。（6区4县）
- 1980年7月17日，昌潍地区高密县铺集、张家屯2人民公社划入胶县。（6区4县）
- 1983年8月30日，划入潍坊地区平度县和烟台地区莱西县。（6区6县）
- 1983年9月，崂山县一部划归沧口区。（6区6县）
- 1987年2月12日，撤销胶县，设立胶州市。（6区1市5县）
- 1988年11月17日，撤销崂山县，设立崂山区。（7区1市4县）
- 1989年7月27日，撤销即墨县，设立即墨市；撤销平度县，设立平度市。（7区3市2县）
- 1990年12月18日，撤销胶南县，设立胶南市；撤销莱西县，设立莱西市。（7区5市）
- 1994年4月23日，撤销台东区，台东区、四方区一部和崂山区一部划归市北区；撤销沧口区，沧口区一部和崂山区一部，设立李沧区；析出崂山区一部，设立城阳区；沧口区余部、崂山区一部划归四方区。（7区5市）
- 1994年9月6日，胶南市一部划归黄岛区。（7区5市）
- 1996年4月26日，胶南市一部划归黄岛区。（7区5市）
- 2003年11月19日，胶南市一部划归黄岛区。（7区5市）
- 2012年12月1日，撤销四方区，划归市北区；撤销胶南市，划归黄岛区（治驻原胶南市）。（6区4市）
- 2017年7月18日，撤销即墨市，设立即墨区。（7区3市）

## 胶东行政区

### 南海专区
- 1949年10月1日，中华人民共和国山东省胶东行政区南海专区划分为即东县、五龙县、莱东县、平南县、即墨县、莱西南县、莱西县、平东县和崂山办事处。（8县1办事处）
- 1950年3月12日，撤销五龙县，划归莱东县，莱东县复名为莱阳县；撤销莱西南县，划归莱西县。（6县1办事处）
- 1950年5月9日，建制撤销。

### 滨北专区
- 1949年10月1日，中华人民共和国山东省胶东行政区滨北专区划分为胶县、藏马县、高密县、胶河县、莒北县、胶南县、五莲县、诸城县、胶高县。（9县）
- 1949年10月，撤销胶高县，分割划归高密县、胶县。（8县）
- 1950年1月3日，撤销莒北县，分割划归诸城县、五莲县。（7县）
- 1950年5月9日，建制撤销。

### 西海专区
- 1949年10月1日，中华人民共和国山东省胶东行政区西海专区划分为平度县、潍南县、掖南县、昌南县、昌邑县、潍北县、平西县、掖县。（8县）
- 1950年5月9日，建制撤销。

## 胶州专区
- 1950年5月9日，中华人民共和国山东省胶州专区成立，划分为胶县、藏马县、高密县、胶河县、胶南县、五莲县、诸城县、即东县、即墨县和崂山办事处。（9县1办事处）
- 1951年6月6日，崂山办事处划出至青岛市；即墨县一部、即东县一部划出至青岛市崂山办事处。（9县）
- 1951年8月，即墨县一部、即东县一部划出至青岛市崂山办事处。（9县）
- 1953年7月2日，沂水专区日照县划入；撤销胶河县，分割划归胶南县、胶县、诸城县。（9县）
- 1954年12月31日，临沂专区莒县一部划归五莲县；即墨县一部划出至青岛市崂山郊区。（9县）
- 1956年2月24日，建制撤销。

## 莱阳专区→烟台专区→烟台地区
- 1950年5月9日，中华人民共和国山东省莱阳专区成立，划分为莱阳县、平南县、莱西县、平东县、黄县、栖霞县、蓬莱县、招远县、栖东县、长山岛特区、平度县、掖南县、平西县、掖县。(13县1特区)
- 1952年8月18日，平南县改称蓼兰县。(13县1特区)
- 1953年7月2日，撤销栖东县，划归栖霞县；撤销平东县，划归平度县；撤销平西县，划归蓼兰县。(10县1特区)
- 1956年2月24日，划入文登专区威海市、昆仑县、海阳县、牟平县、荣成县、乳山县、石岛县、文登县、福山县和胶州专区即墨县、即东县，平度县、蓼兰县划出至昌潍专区。(1市18县1特区)
- 1956年3月6日，撤销掖南县，划归掖县；昌潍专区蓼兰县一部划入掖县。撤销石岛县，划归荣成县。撤销即东县，分割划归即墨县和海阳县。撤销昆仑县，分割划归牟平县和文登县。(1市14县1特区)
- 1956年5月，乳山县一部划归文登县，莱阳县一部划归莱西县；莱西县一部分割划归莱阳县和掖县，即墨县一部划出至昌潍专区胶县。(1市14县1特区)
- 1958年11月，撤销莱阳专区，设立烟台专区。
- 1958年12月20日，撤销长岛县和黄县，划归蓬莱县；撤销莱西县，划归莱阳县；撤销乳山县，分割划归文登县、烟台市和海阳县；撤销牟平县和福山县，划归烟台市。(2市8县)
- 1961年5月23日，划入青岛市即墨县。(2市10县)
- 1961年9月，青岛市崂山郊区划入即墨县。(2市10县)
- 1961年10月5日，析出蓬莱县一部，设立黄县；析出莱阳县一部，设立莱西县；析出牟平县、文登县和海阳县的各一部，设立乳山县；析出烟台市一部，设立福山县。(2市14县)
- 1966年11月，青岛市崂山县一部，划入即墨县。(2市15县)
- 1967年2月，烟台专区改称烟台地区。(2市15县)
- 1978年11月17日，即墨县划出至青岛市。(2市14县)
- 1983年8月30日，撤销建制，烟台市升格地级市。

## 昌潍专区→昌潍地区→潍坊地区
- 1956年2月24日，划入胶州专区胶县、藏马县、高密县、胶南县、五莲县、诸城县和莱阳专区平度县、蓼兰县。(1市18县)
- 1956年3月6日，撤销蓼兰县，一部划归平度县，余部划出至莱阳专区掖县；撤销藏马县，分割划归胶南县、五莲县。(1市15县)
- 1956年5月，五莲县一部划归诸城县；莱阳专区即墨县一部划入胶县。(1市15县)
- 1957年3月，平度县一部分割划归高密县和胶县。(1市15县)
- 1958年11月，胶县和胶南县划归青岛市 (1市12县)
- 1961年5月23日，划入青岛市胶县、胶南县。(1市12县)
- 1967年2月，昌潍专区改称昌潍地区。(1市14县)
- 1978年11月17日，胶县、胶南县划归青岛市。(1市11县)
- 1980年7月17日，高密县一部划归青岛市胶县。(1市11县)
- 1981年5月27日，昌潍地区改称潍坊地区。
- 1983年8月30日，撤销建制，潍坊市升格地级市。